# 金神社 (岐阜市)

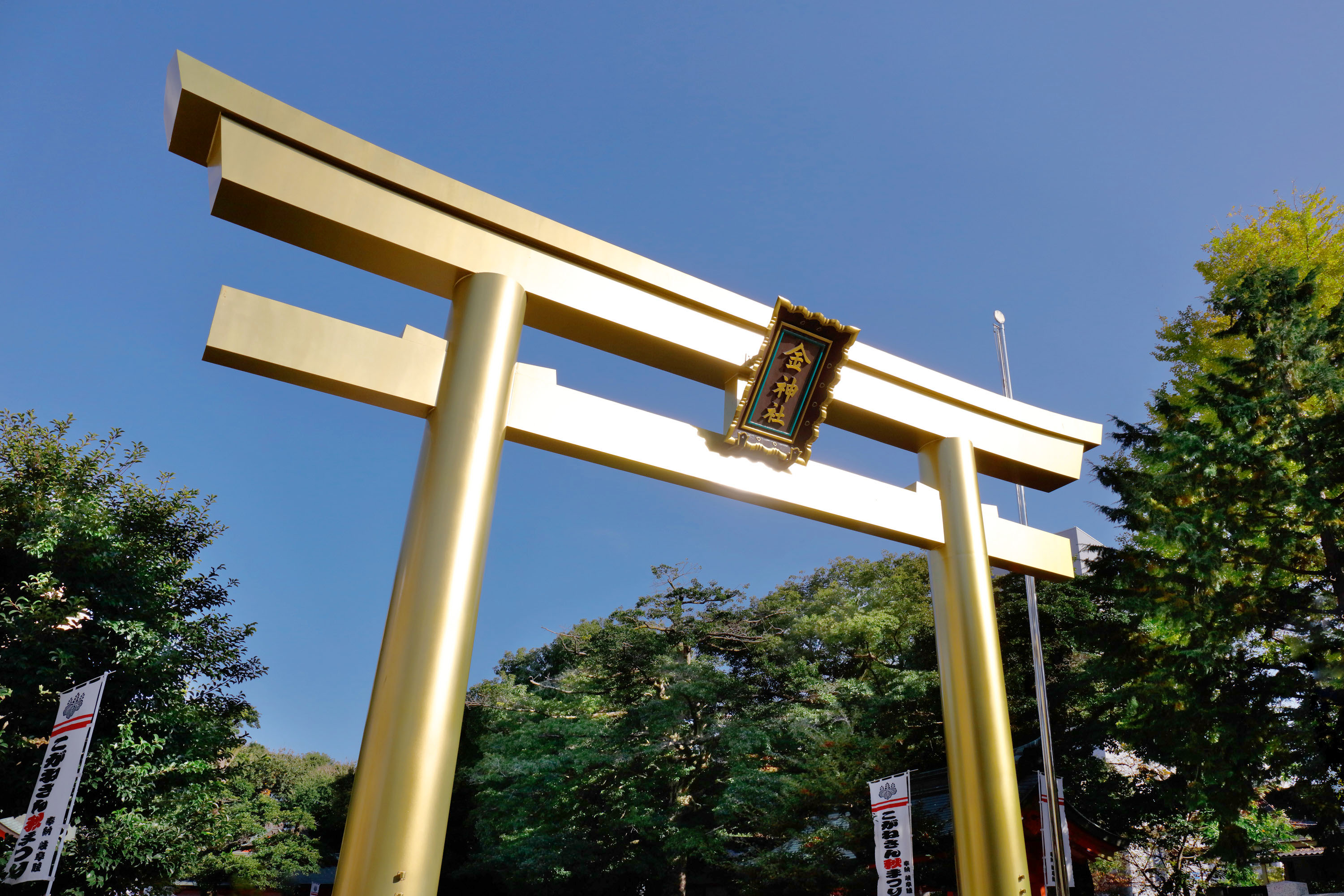
金の鳥居

金神社（こがねじんじゃ）は、岐阜県岐阜市にある神社である。国史見在社で旧県社。
鎮座地は岐阜市の中心部に位置し、古くから金運、財運に利益があるとされる。また、付属施設である金会館は地域の交流の場として利用されている。

## 祭神
祭神は金大神（こがねのおおかみ）を主祭神に、渟熨斗姫命（ぬのしひめのみこと）、市隼雄命（いちはやおのみこと）、五十瓊敷入彦命、日葉酢姫命の4柱を祀るが、一説に渟熨斗姫命を金大神と称すとも、渟熨斗姫命以下4柱の総称が金大神であるともいう。
渟熨斗姫命は景行天皇の第6皇女で五十瓊敷入彦命の妃、市隼雄命は両命の間の子とされる。なお建御名方神の子・出早雄命（いづはやおのみこと）の4世孫に会知早雄命（えちはやおのみこと）がおり、その別名を市速男命（いちはやおのみこと）というが、全くの別人である。

## 歴史
祭神の五十瓊敷入彦命は伊奈波神社の祭神で、市隼雄命は橿森神社の祭神であるなど両神社と深く関係し、伊奈波神社の縁起によれば、五十瓊敷入彦命は朝廷の命により奥州を平定したが、その成功を妬んだ陸奥守豊益の讒言により、朝敵とされて三野（美濃）の地で討たれたため、妃である渟熨斗姫命がその地を訪れ、五十瓊敷入彦命を慰霊しつつ生涯を終え、その間、私財を投じて町の発展に寄与したことから、後に「財をもたらす神」として祀られるようになったといい、そこから「金大神」と呼ばれて信仰されるようになったと伝える。また、神社としての設備は成務天皇5年、朝廷より国造としてこの地に派遣された物部臣賀夫良命（もののべのおみかぶらのみこと）が国府をこの地に定め、金大神を篤く崇敬して創建されたと伝えられる。
貞観11年（869年）に正六位上から従五位下に昇叙され、国内神名帳の『美濃国内神名記』厚見郡18社中に「正三位 金大神」と見える。
江戸時代初期の元和3年（1617年）、加納藩主奥平信昌の嫡子誕生に際り、その産土神として尊崇されて社殿の造替がされて以降、藩政時代を通じて松平氏や永井氏などの歴代加納藩主の崇敬を受け、天明7年（1787年）には除地4段歩（40坪、約40a）が寄進されている。
明治初年よりは上加納村（現鎮座地一帯）の総鎮守とされ、昭和3年（1928年）に県社に昇格した。戦後の昭和34年（1959年）7月に岐阜県神社庁より県神社庁長参向指定神社（金幣社）の指定を受ける。
1987年（昭和62年）に高さ8m、幅8mの特殊鋼製の鳥居が建設されたが、錆が目立ち始めたため、2015年（平成27年）の塗り替え工事で当初の焦げ茶色から金色の鳥居に塗り替えられた。

## 祭事
例大祭は4月5日に行われる。
岐阜まつりは、当神社と伊奈波・橿森両神社を始めとする市内多くの神社の例祭である。
岐阜まつりでの神賑行事は4月の第1土曜日と翌日曜日。
毎月9日、金神社境内で、金神社骨董市が開催される。
毎年11月23日には、こがねさんの秋まつり「新嘗祭」を開催し地域に親しまれている。
平成13年（2001年）から毎年6月1日（写真の日）頃に写真焼納祭が行なわれている。

## 社殿
元和3年造替の社殿が明治24年（1891年）の濃尾地震で焼失したために同38年に再建され、更に昭和20年（1945年）7月9日の岐阜空襲で再度焼失したため、昭和33年に再建された。現在の社殿は昭和63年（1988年）の再建である。

## 末社
- 金祥稲荷神社
- 金高椅神社
- 玉姫神社
- 物部神社（式内社論社）
- 猿田彦神社
- 神明神社
- 秋葉神社
- 黒岩神社
- 賀夫良城社

## 文化財
市指定文化財（史跡）
- 賀夫良命塚 （奥津城跡）[4]

## 御朱印
2016年（平成28年）、岐阜市のまちづくり団体ひとひとの会により企画された観光ツアーにおいて、金泥を用いた御朱印を授与した。この際に好評であったため、2017年より、政府により推進されているプレミアムフライデーに乗じ、毎月最終金曜日に「プレミアム金デー」として金泥を用いた御朱印、「金の御朱印」を授与している。
「金の御朱印」企画は好評を博し、参拝者が急増。市内外の他の神社仏閣にも同会のノウハウを基軸として波及した。2019年7月現在、金神社のほかに玉性院、岐阜信長神社（樫森神社内）、岩戸弘法弘峰寺、伊奈波神社、乙津寺、岐阜城、天龍寺でも同様に御朱印が授与されており、同月は8か所合計五千枚が授与された。
2019年（令和3年）8月より、護国之寺、関善光寺においても、2019年11月より郡上八幡城、鬼岩公園においても、同様の経緯で授与されている。

## ギャラリー

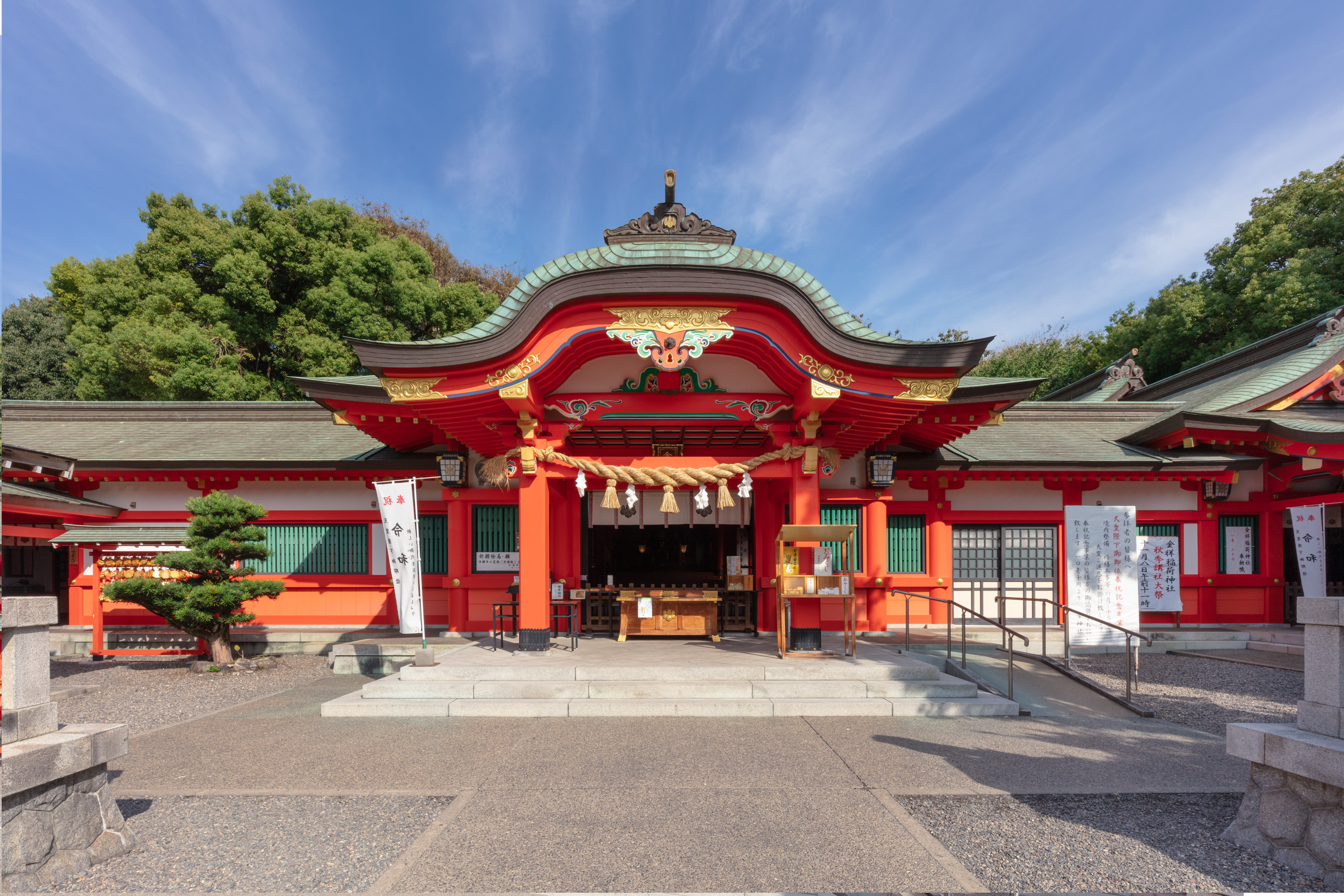
本殿
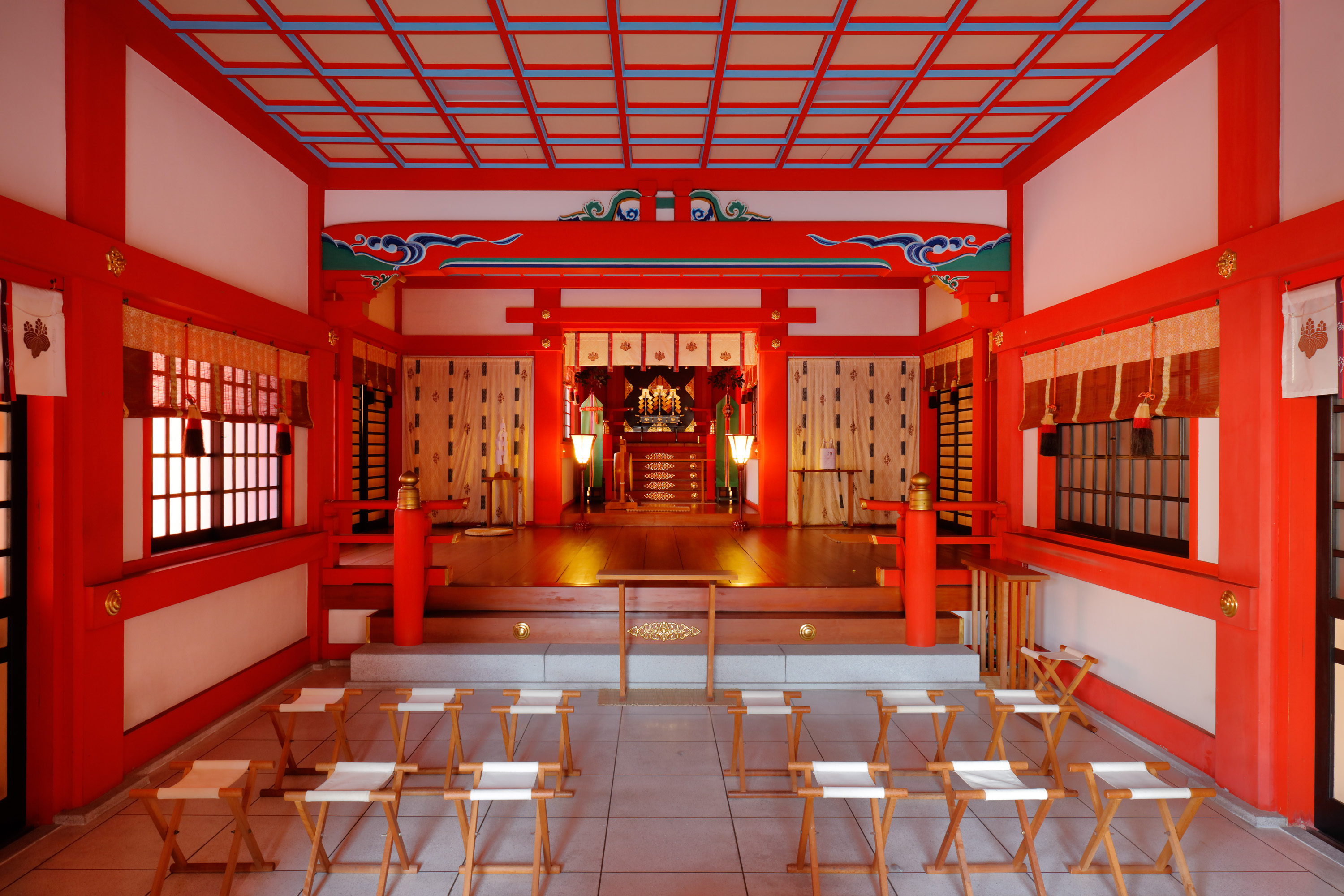
本殿内部
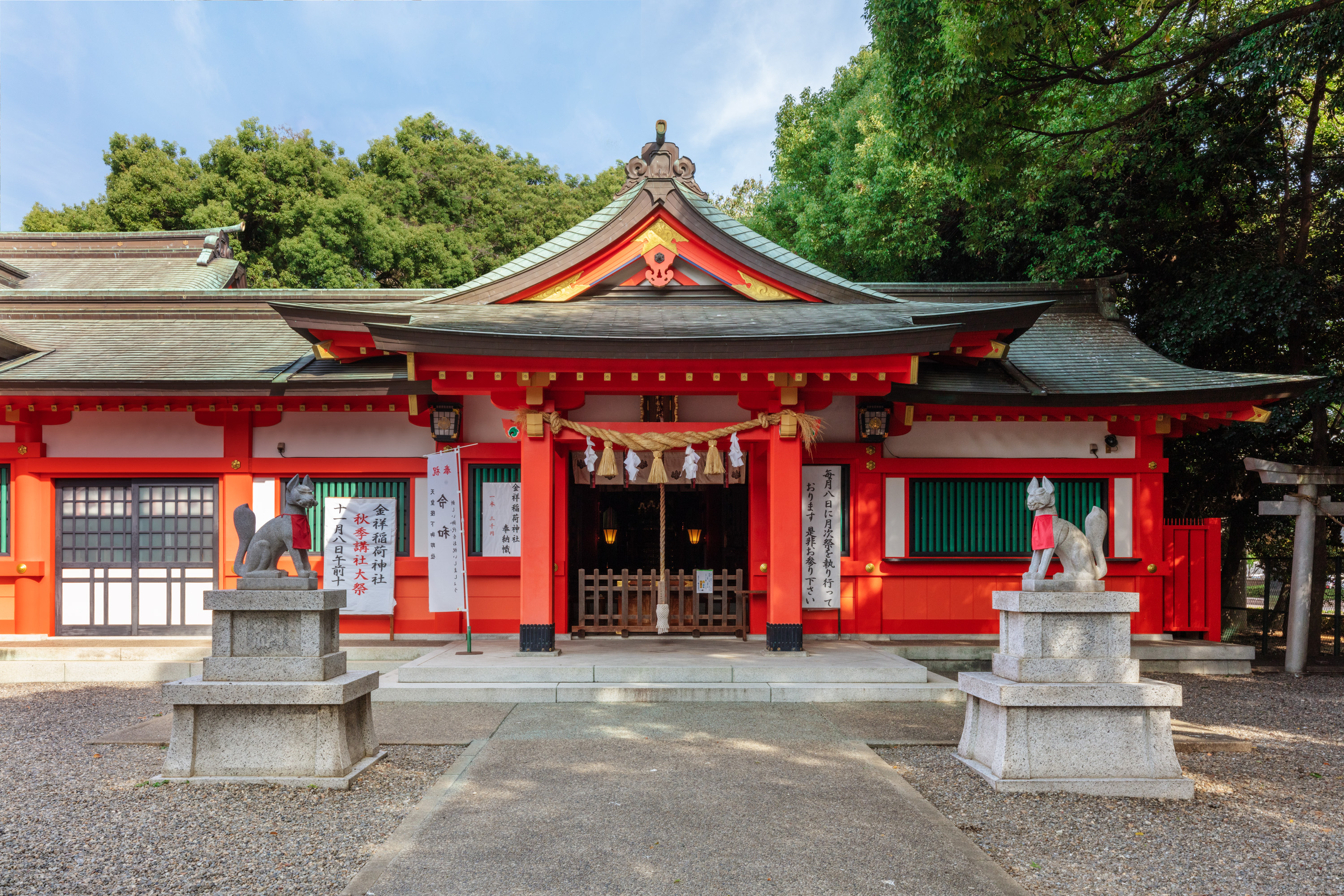
金祥稲荷神社
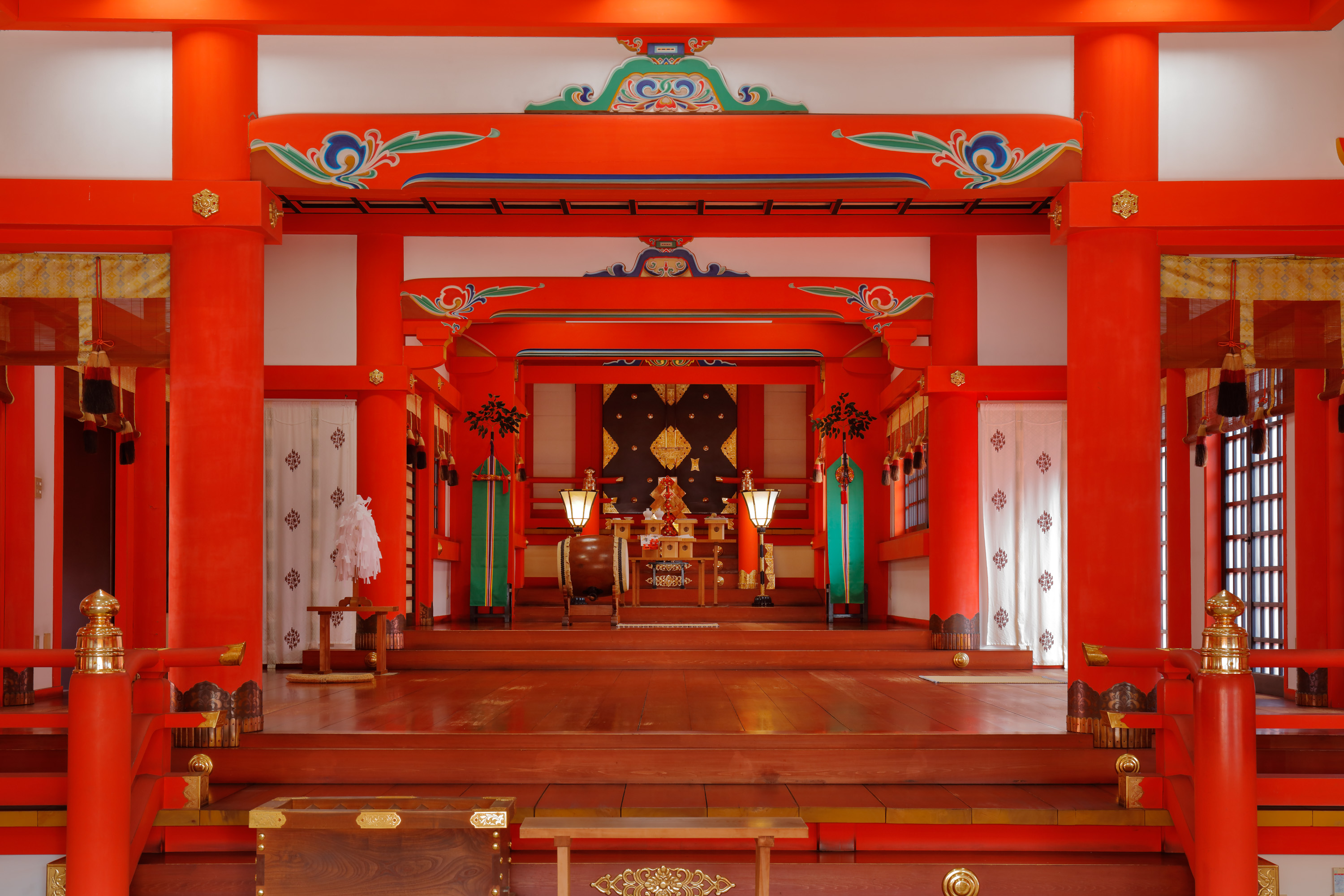
金祥稲荷神社内部
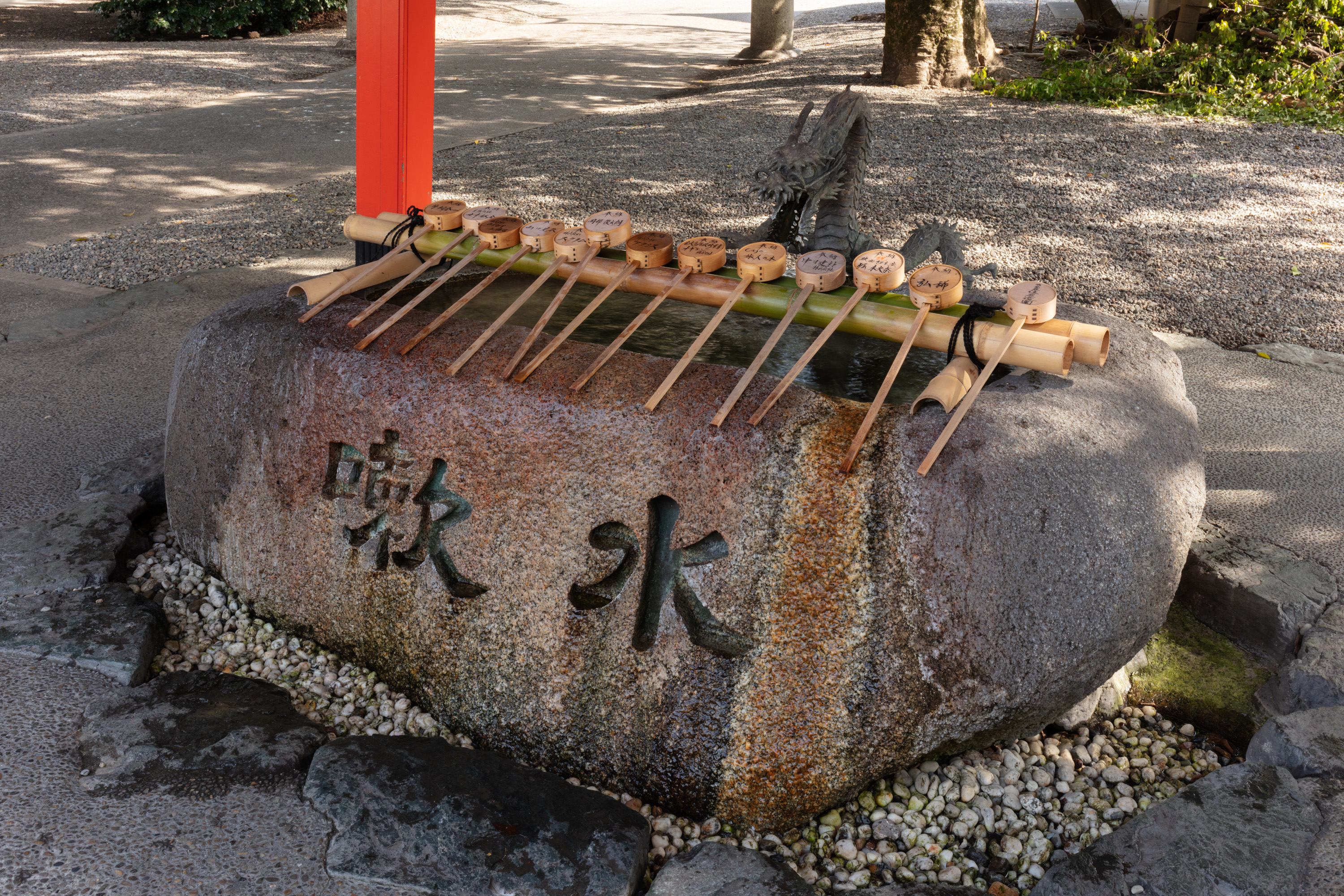
手水舍
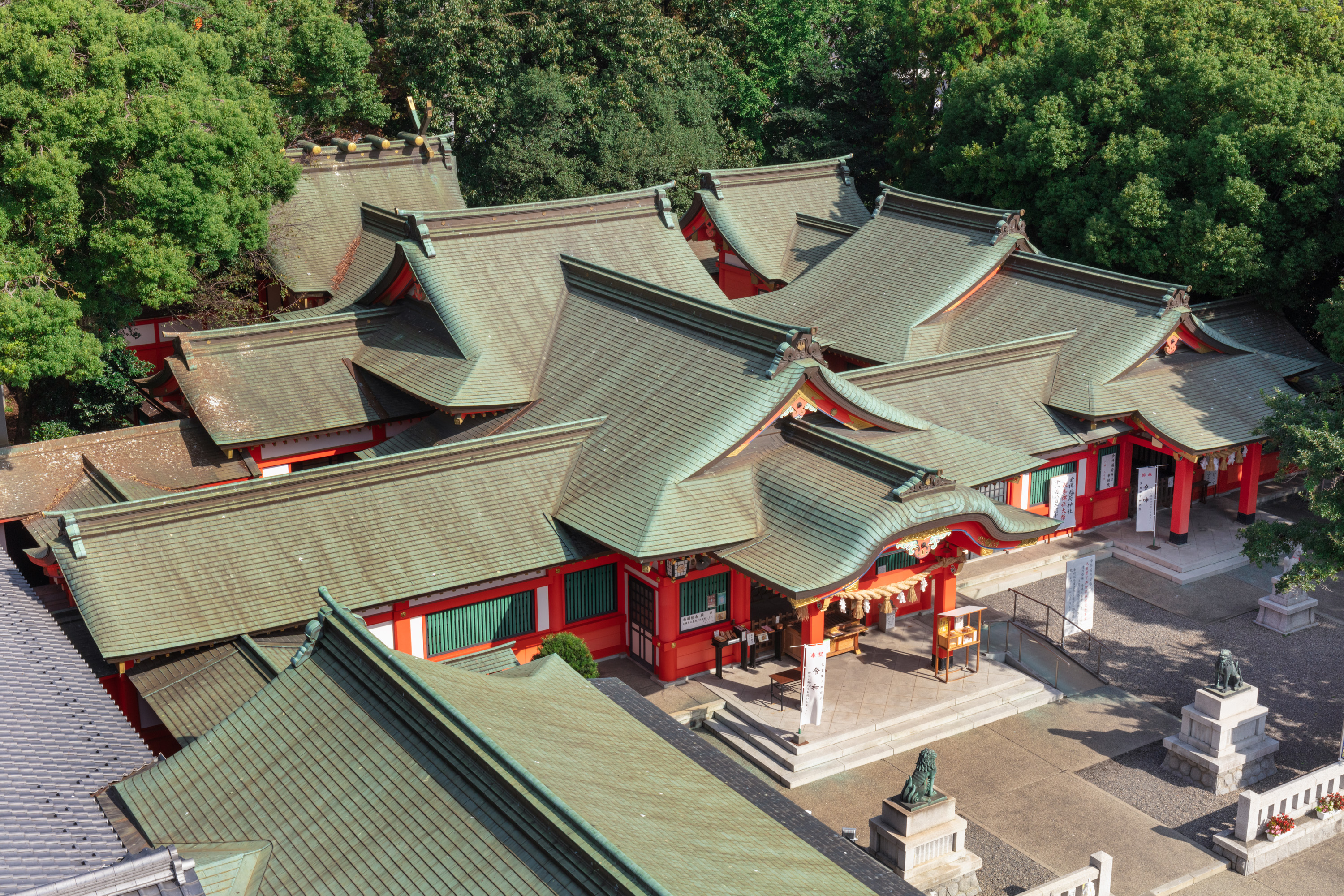
神社全景

## 交通
- JR東海道本線・高山本線 岐阜駅より徒歩で約10分。
- 名鉄名古屋本線・各務原線 名鉄岐阜駅より徒歩で約15分。
- 最寄のバス停は、岐阜バス「文化センター金神社前」バス停。「徹明町」バス停（西へ徒歩）も近い。